# Acanthocreagris ludiviri
Acanthocreagris ludiviri är en spindeldjursart som beskrevs av Bozidar P.M. Curcic 1976. Acanthocreagris ludiviri ingår i släktet Acanthocreagris och familjen helplåtklokrypare. Inga underarter finns listade i Catalogue of Life.